# Testudinaria charapa
Espèce
Testudinaria charapa est une espèce d'araignées aranéomorphes de la famille des Araneidae.

## Distribution
Cette espèce est endémique d'Équateur. Elle se rencontre dans les provinces de Napo et d'Orellana.

## Description
La femelle holotype mesure 3,56 mm et le mâle paratype 3,11 mm.

## Systématique et taxinomie
Cette espèce a été décrite par Dupérré et Tapia en 2023.

## Publication originale
- Dupérré & Tapia, 2023 : « Discovery of a new eye pattern in araneoid spiders, with the description of two new species of Testudinaria from the Ecuadorian Amazon (Araneae: Araneidae). » Annales de la Société Entomologique de France, (N.S.), vol. 59, no 5, p. 337-362.